# Fromager
Fromager – nieistniejący region Wybrzeża Kości Słoniowej, funkcjonujący w latach 2000 – 2011. Jego stolicą była Gagnoa. Populacja w 2000 roku wynosiła 542 992 osób,  powierzchnia 6903 km².
Fromager został utworzony z części regionów Haut-Sassandra i Marahoué. Był podzielony na dwa departamenty: Gagnoa i Oumé. W 2011 został zlikwidowany w związku z reformą administracyjną, powołującą dystrykty jako jednostki podziału pierwszego poziomu zamiast regionów. Obszar Fromagera jest częścią obecnego regionu Gôh w dystrykcie Gôh-Djiboua.